# 辽沈战役纪念馆
辽沈战役纪念馆是位於中華人民共和國遼寧省錦州市一所紀念遼沈戰役的专题纪念馆，该馆占地18.8万平方米，陈列有关辽沈战役战争和相关运动的历史文物藏品21428件，是国家4A级旅游景区、国家一级博物馆。

## 历史
該場館成立于1959年1月，其前身是辽宁省地志博物馆筹备处锦州办事处，老館位於古塔區大广济寺天后宫古建筑內。1956年底移交给锦州市文化局后改称为锦州历史文物陈列馆。1963年10月1日，第一个基本陈列完成并对外开放。同年11月2日，锦州历史文物陈列馆挂牌为辽沈战役纪念馆，并开始启用林彪在1963年9月题写的馆名。1964年9月，新的辽沈战役纪念馆在辽沈战役烈士陵园内破土动工。
1965年，建馆計劃終止。文化大革命初期辽沈战役纪念馆闭馆。九一三事件后辽沈战役纪念馆被撤銷。辽沈战役纪念馆并入锦州市图书馆，同時锦州市图书馆改名为锦州市图书博物馆。1974年6月26日，锦州市民政局、锦州市文化局联合向锦州市革命委员会發文，请求恢复辽沈战役纪念馆。锦州市图书博物馆於是分出锦州市博物馆，但名稱並未恢復為辽沈战役纪念馆。1977年9月，辽沈战役纪念馆恢复單位建制，並且与锦州市博物馆合署办公。1978年10月1日，锦州市博物馆內開設遼沈戰役陳列，辽沈战役纪念馆重新开放。10月23日，叶剑英为辽沈战役纪念馆题写了馆名。1985年9月7日，辽沈战役纪念馆从锦州市博物馆分离，成为独立单位。
1986年10月7日，当地政府开始在凌河區的辽沈战役革命烈士陵园纪念塔的北侧兴建新的場館。新場館占地面积11万平方米，主体建筑面积8600平方米，於1988年10月31日對外開放。2001年至2004年10月，政府對場館進行改造。改造后的辽沈战役纪念馆园区面积增加到18.8万平方米。2008年3月1日起免收門票。2022年8月16日，中共中央总书记习近平來到辽沈战役纪念馆考察。2024年5月20日，该馆被评定为国家一级博物馆。

## 展馆
纪念馆园区占地面积18.8万平方米，基本陈列面积8600平方米。形成以南大门、辽沈战役革命烈士纪念塔、主展馆为中轴线的对称式布局。主展馆设有序厅、战史馆、支前馆、英烈馆和全景画馆。辽沈战役纪念塔塔身高8米，为花岗岩材质，塔顶立有一持枪振臂呐喊的青年解放军青铜像，塔身正面有朱德题写的“辽沈战役革命烈士永垂不朽”鎏金字，里侧大理石石碑上刻有碑文，纪念碑台下为一座广场，广场两侧修有东北解放烈士纪念碑廊，伍修权为碑廊题字，廊内刻有在东北战场上牺牲的49522名解放军官兵的名字。此外，园区内还陈列有朱瑞将军纪念碑、书法碑林等建筑设施，馆外的建筑有：由辽沈战役纪念馆负责改造复原的位于凌海市的「原东北野战军锦州前线指挥所旧址」、位于古塔区的「辽沈战役配水池战斗遗址」等，这两处遗址建筑与辽沈战役纪念塔同为辽宁省文物保护单位。

## 图集

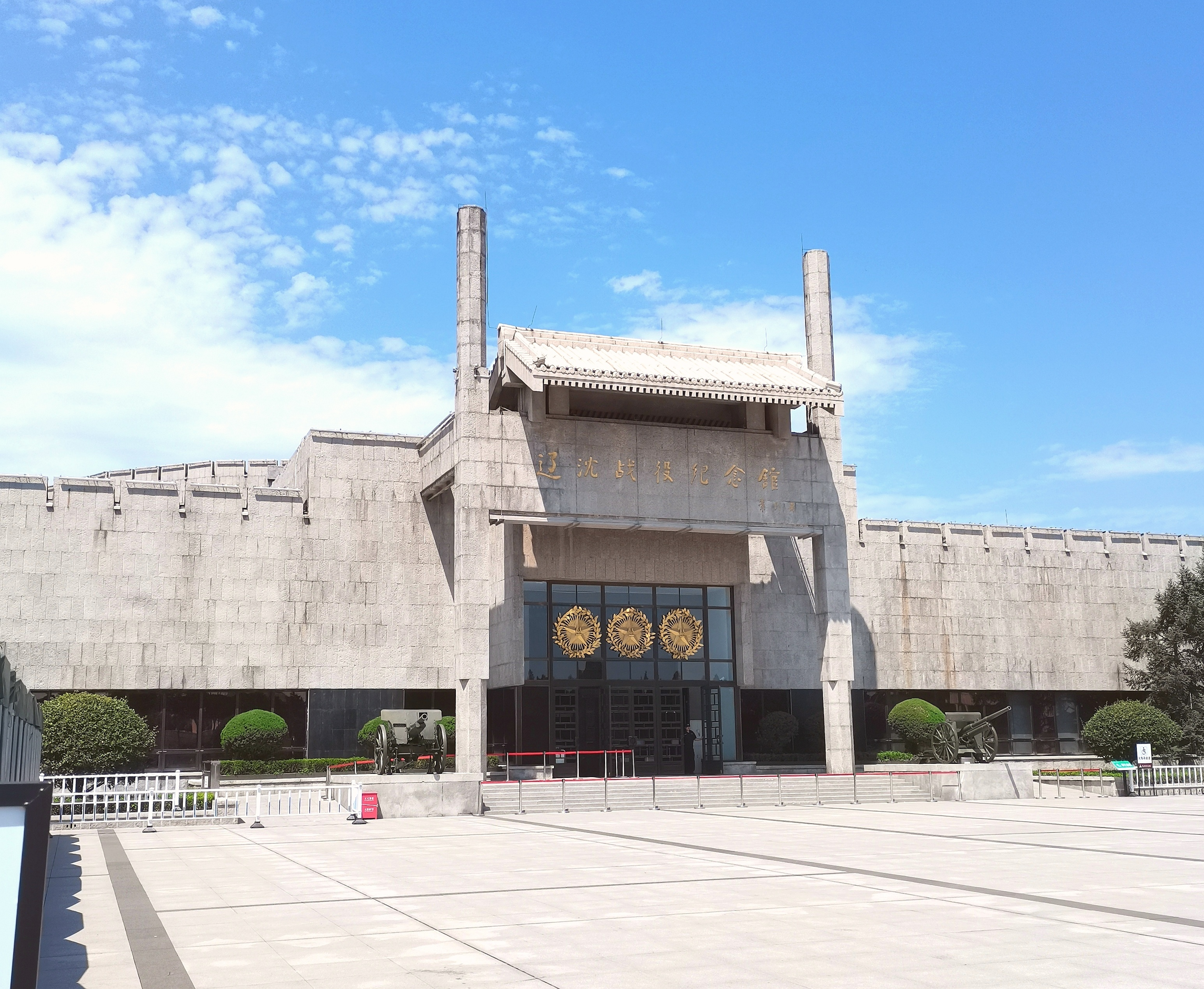
纪念馆外景
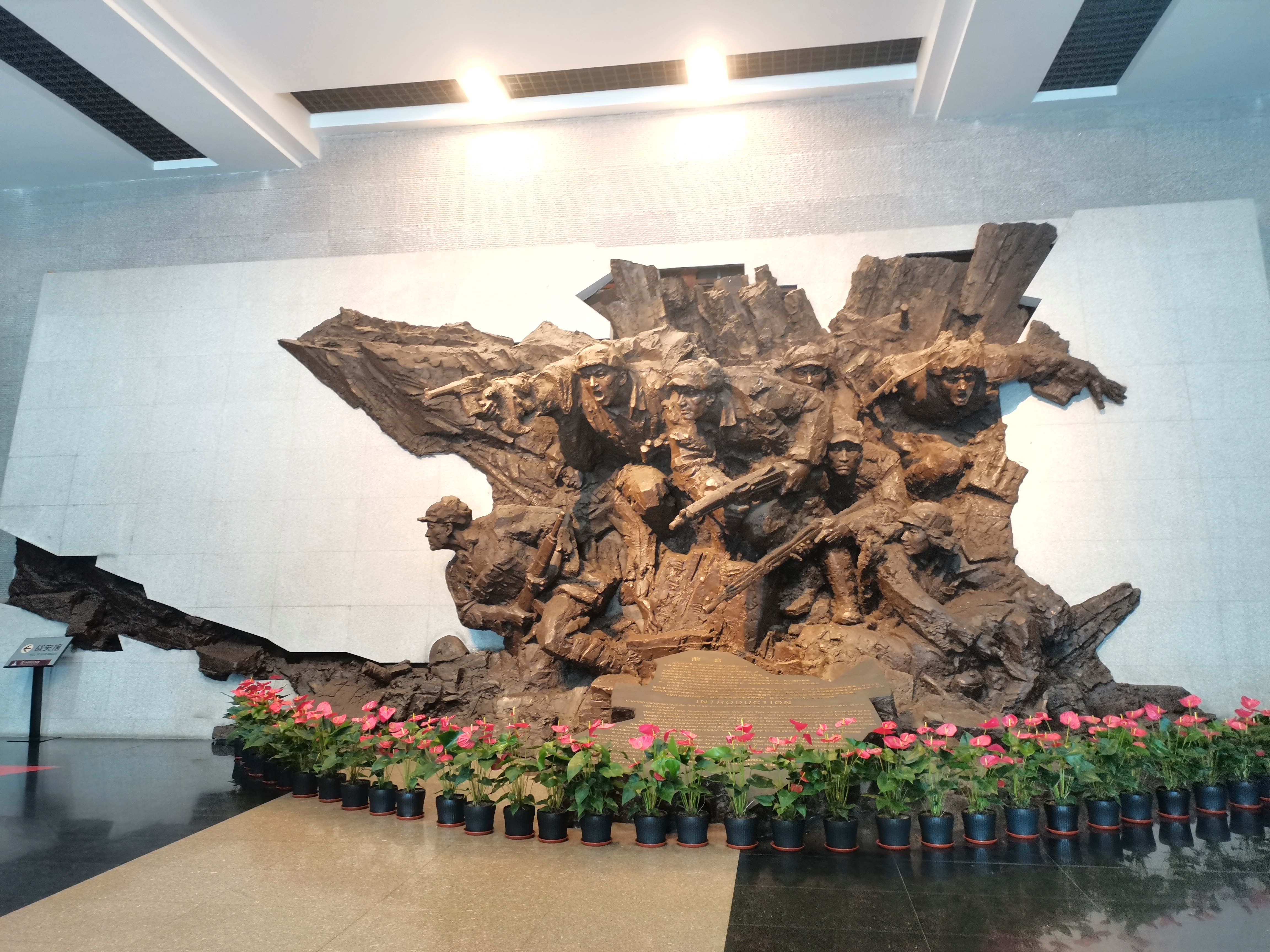
馆内雕塑
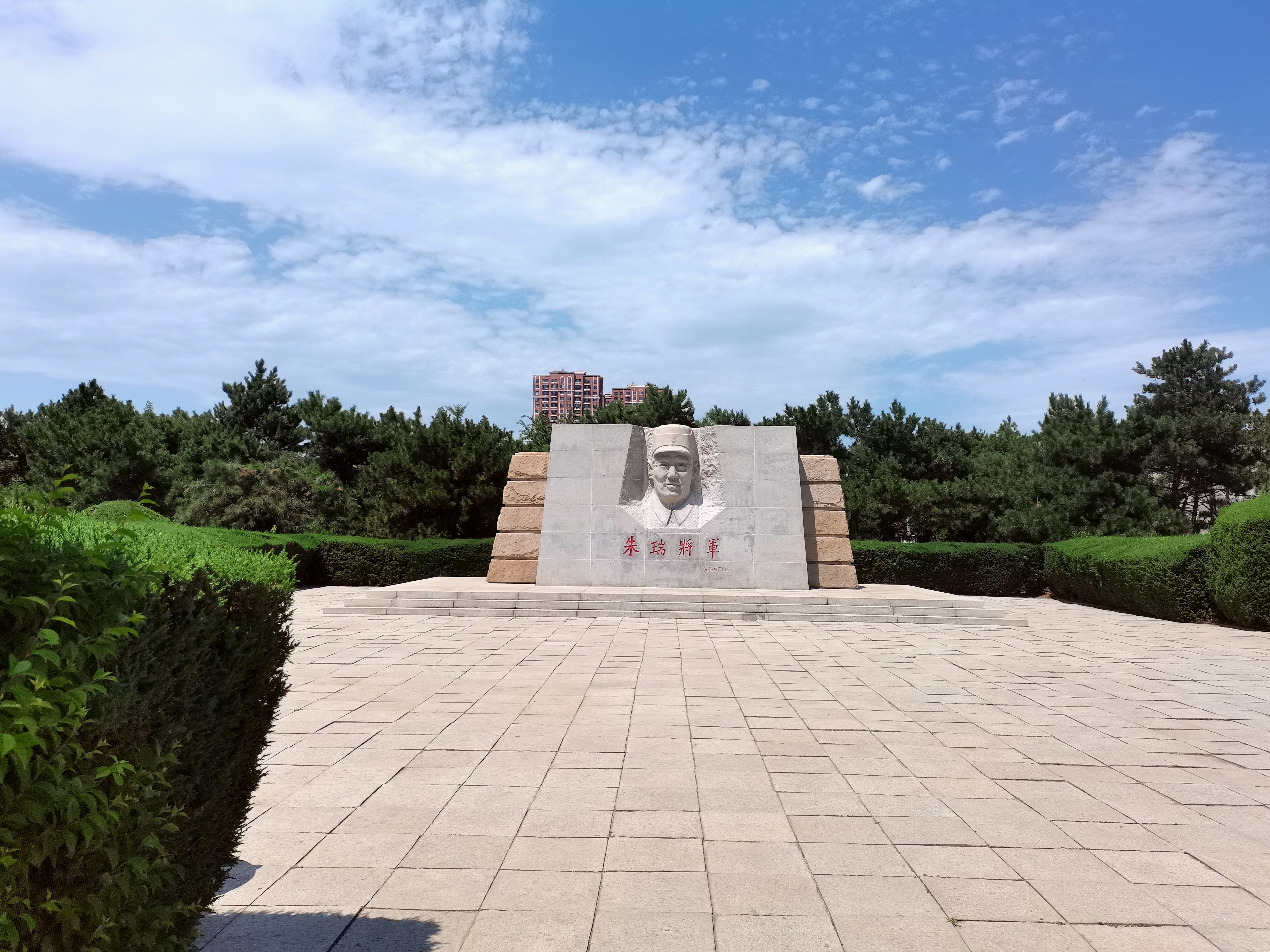
朱瑞将军纪念碑
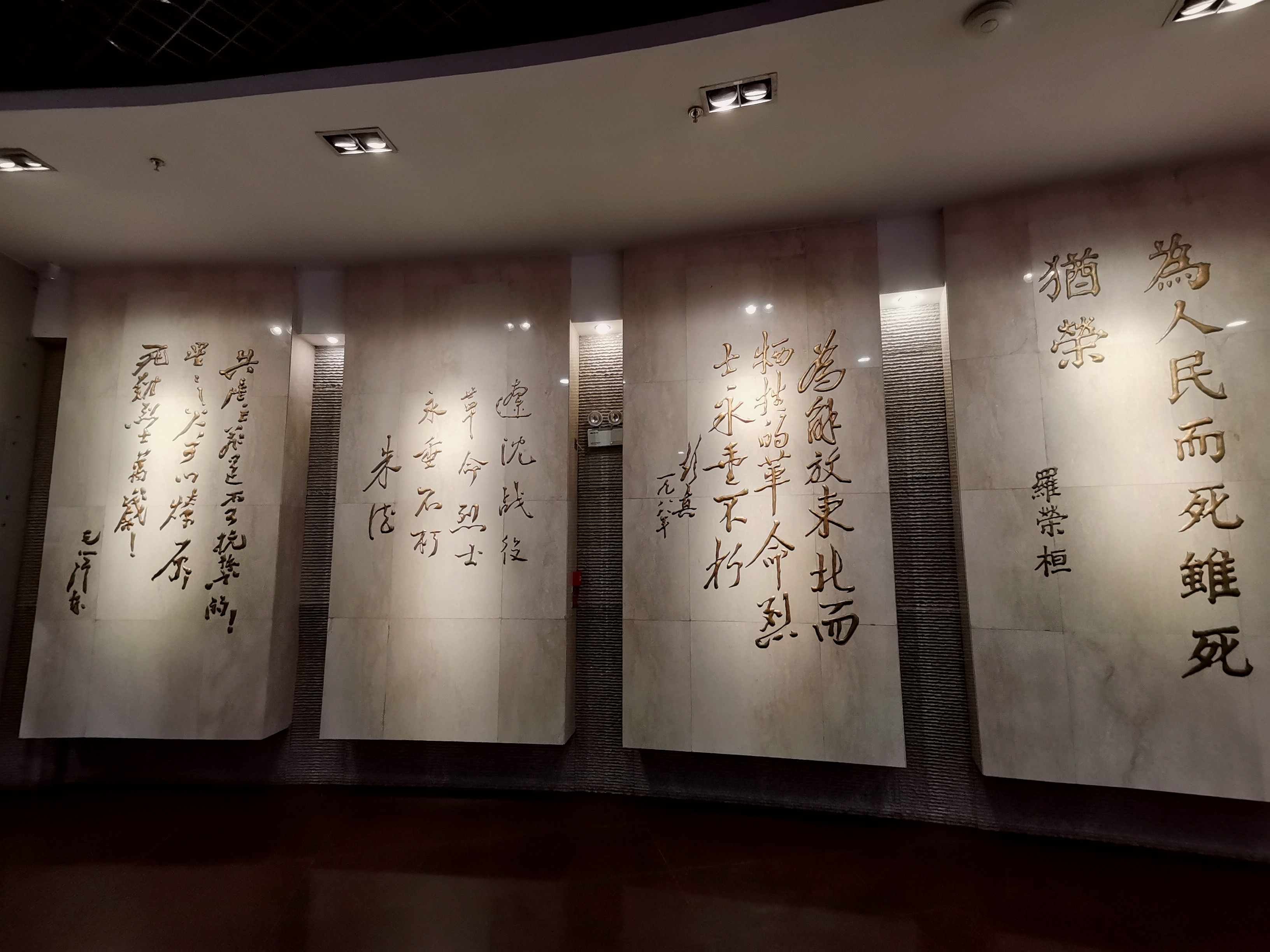
馆内领导人评价题字
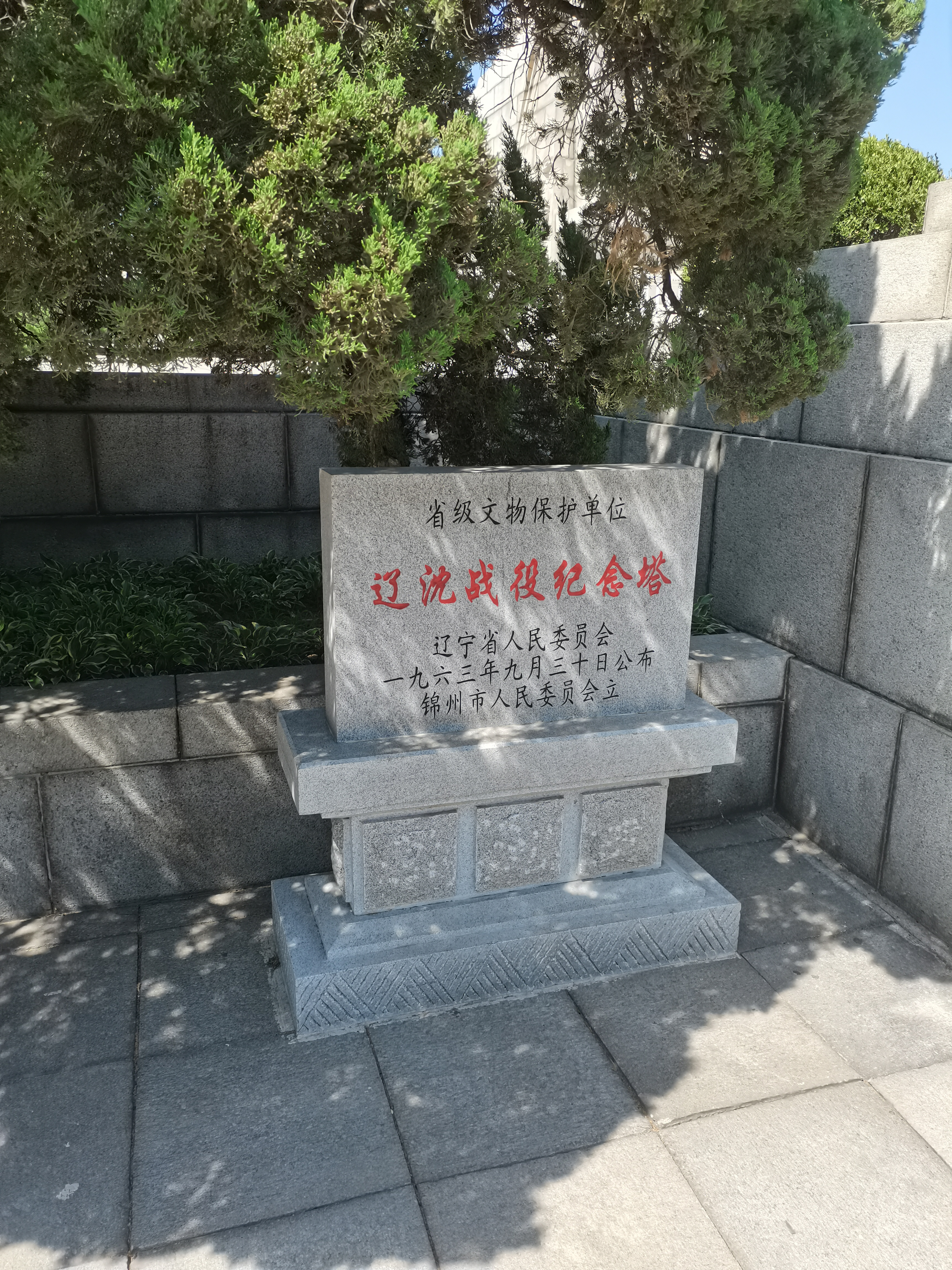
辽沈战役纪念塔文保碑